# Terni (província)
A província de Terni é uma província italiana da região da Umbria com cerca de 219 876 habitantes, densidade de 104 hab/km². Está dividida em 33 comunas, sendo a capital Terni.
Faz fronteira a norte com a província de Perugia, a este, a sul e a oeste com a região do Lácio (província de Rieti e província de Viterbo), e a noroeste com a Toscana (província de Siena).